# Municipio de Forest (condado de Cheboygan)
El municipio de Forest (en inglés: Forest Township) es un municipio ubicado en el condado de Cheboygan en el estado estadounidense de Míchigan. En el año 2010 tenía una población de 1045 habitantes y una densidad poblacional de 5,8 personas por km².

## Geografía
El municipio de Forest se encuentra ubicado en las coordenadas 45°17′28″N 84°18′59″O / 45.29111, -84.31639. Según la Oficina del Censo de los Estados Unidos, el municipio tiene una superficie total de 180.06 km², de la cual 177,64 km² corresponden a tierra firme y (1,34 %) 2,42 km² es agua.

## Demografía
Según el censo de 2010, había 1045 personas residiendo en el municipio de Forest. La densidad de población era de 5,8 hab./km². De los 1045 habitantes, el municipio de Forest estaba compuesto por el 97,51 % blancos, el 0,1 % eran afroamericanos, el 0,57 % eran amerindios y el 1,82 % eran de una mezcla de razas. Del total de la población el 1,05 % eran hispanos o latinos de cualquier raza.